# Catastrofismo

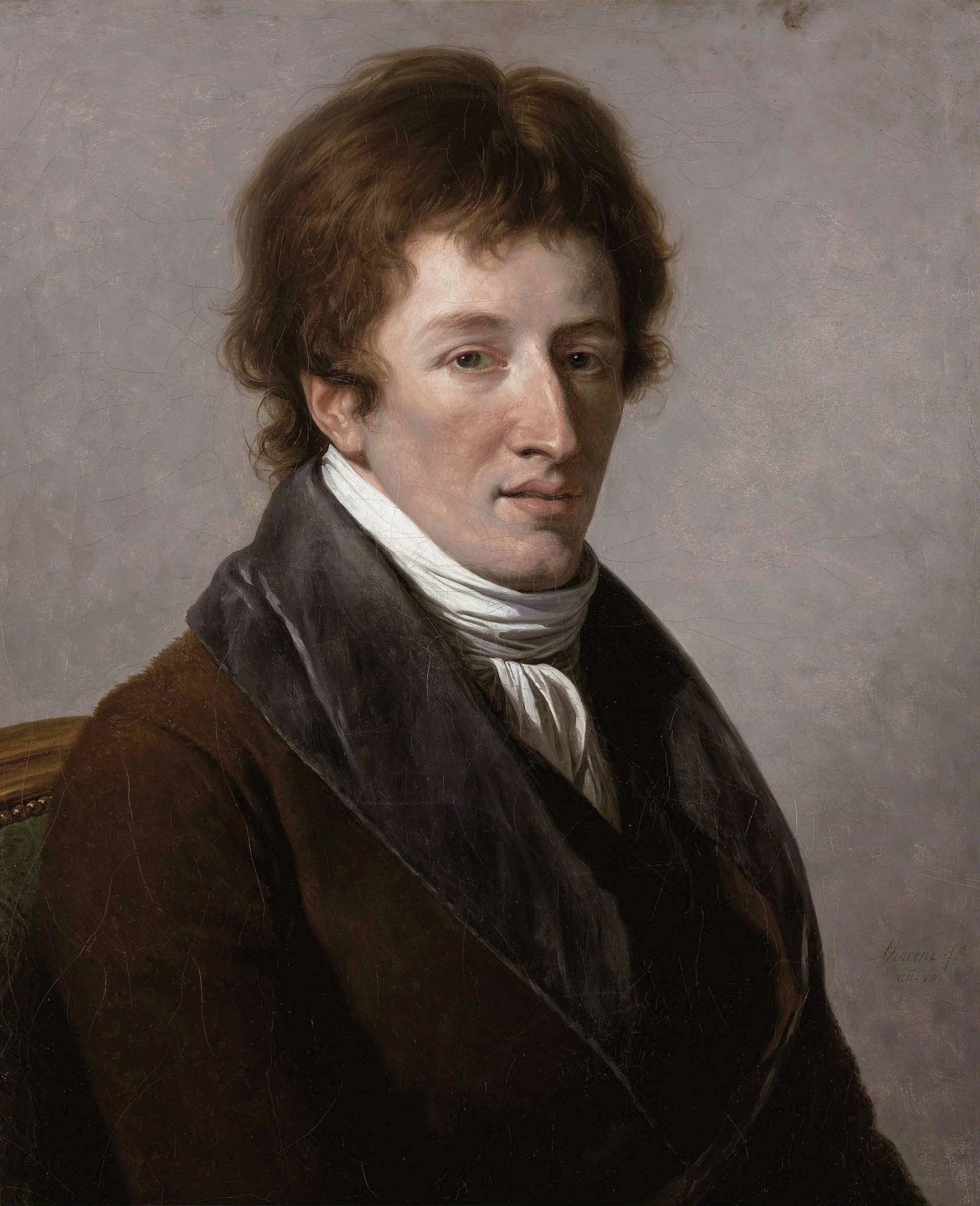
Georges Cuvier, iniziatore della teoria

Il catastrofismo o teoria delle catastrofi naturali è una teoria scientifica formulata dal naturalista francese Georges Cuvier agli inizi del XIX secolo e successivamente rivisitata più volte.

## Il catastrofismo classico
Secondo questa teoria, avanzata in antichità anche da Aristotele e altri, la Terra sarebbe stata interessata nel corso della sua lunga storia da eventi catastrofici, di breve durata, di carattere violento ed eccezionale. Si opponeva quindi alla teoria dell'uniformitarismo, secondo la quale qualunque processo che si sia esercitato in un lontano passato continua ad agire anche nel presente. Georges Cuvier intendeva spiegare in questo modo l'esistenza dei fossili, che egli per primo riconobbe come appartenenti a specie estinte, cioè le specie scomparse nel corso degli eventi catastrofici. Cuvier basò la sua teoria principalmente su due osservazioni: l'evidenza di estinzioni di massa e l'assenza di forme graduali tra una specie e l'altra.

### Catastrofismo ed evoluzionismo
Il catastrofismo venne inizialmente usato a sostegno della teoria dell'immutabilità delle specie viventi, in contrasto con la contemporanea teoria di Jean-Baptiste de Lamarck sulla trasformazione delle specie. A tal proposito è rimasto celebre il dibattito pubblico del 1830 tra Georges Cuvier e Étienne Geoffroy Saint-Hilaire tra immutabilità dei viventi ed evoluzione, in cui Cuvier ottenne una vittoria effimera, data la diffusione dilagante delle idee di Saint Hilaire.

#### Diatriba col darwinismo
Nel corso del XIX secolo il catastrofismo venne adottato in chiave evoluzionistica da vari studiosi, che vedevano nelle catastrofi il motore principe dell'estinzione e della successiva nascita di nuove specie.
La teoria delle catastrofi si trovò quindi in contrapposizione radicale alla teoria dell'evoluzione di Charles Darwin, la quale affermava l'estinzione graduale delle specie secondo le idee dell'uniformitarismo della scuola britannica, alla quale Darwin stesso aderiva. Il catastrofismo cadde quindi in disgrazia verso la fine del XIX secolo col prevalere delle teorie darwiniste. 
A causa di questa sua lunga contrapposizione con il darwinismo, il catastrofismo è stato infondatamente tacciato di essere una teoria pseudo-scientifica originatasi in ambienti religiosi conservatori, ma non è così, sia Cuvier che Louis Agassiz, i primi sostenitori del catastrofismo non evoluzionistico, provenivano da ambienti laici influenzati dall'illuminismo francese.

## Rinascita del catastrofismo e neo-catastrofismo
Passato di moda e quasi scomparso all'inizio del XX secolo, a partire dagli anni '50 il catastrofismo è stato più volte rivisitato (ad esempio da Immanuil Velikovskij) e incluso in alcune teorie dell'evoluzione delle specie, fino a essere nuovamente contrapposto al gradualismo darwiniano e usato come spiegazione della grande estinzione del Cretacico.
La "teoria dell'alternanza delle civiltà evolute", o "teoria catastrofista", ipotizza che sulla Terra possano essersi sviluppate in forme e caratteristiche diverse o analoghe a quella contemporanea, molte civiltà "tecnologicamente e/o spiritualmente evolute". I sostenitori di questa teoria pensano che le grandi estinzioni di massa documentate nella storia terrestre, in ognuna delle quali si è estinta una percentuale consistente delle specie allora viventi, possano aver distrutto civiltà già evolute. Questa teoria, in ambito di concezioni di tempo ciclico, è tipica di molte mitologie e fu proposta fin dall'antichità da filosofi e scienziati, tra cui Aristotele, fino a Georges Cuvier. Si veda di recente l'esperimento mentale detto ipotesi siluriana, che rileva però la quasi impossibilità con le conoscenze attuali di ritrovare possibili resti archeologici di civiltà preistoriche ipotetiche, e le ipotesi pseudoscientifiche sugli OOPArt.